# Sí Cumple
Sí Cumple fue un movimiento político del Perú, fundado por Alberto Fujimori como partido instrumental para apoyar la coalición fujimorista durante la década de 1990.

## Historia
Anteriormente se llamó Vamos Vecino para participar en las elecciones municipales de 1998. Su principal líder y representante es Carlos César Zúñiga Morishigue y entre sus principales dirigentes se encuentran Absalon Vásquez, Diego Uceda, Daniel Rodríguez Díaz, Luis Estrada Cantero y José David Cotrina Campos.
En el 2000, Vamos Vecino formó parte de la Alianza Perú 2000 junto con Juntos Si Podemos, Cambio 90, Nueva Mayoría, apoyando la candidatura de presidente Alberto Fujimori. Ese mismo año por conflictos internos dentro de las facciones fujimoristas y la renuncia de Fujimori en el 2000 la alianza se rompe. En el 2001 postula a las elecciones generales dentro de la alianza electoral Solución Popular junto a Juntos Si Podemos y posteriormente participa solo en las municipales y regionales de 2002. 
A partir de 2005 deja de llamarse Vamos Vecino y cambia su denominación por Agrupación Independiente Sí Cumple (que coincide con la refundación del movimiento por Fujimori en 2003), Llegando a participar en las elecciones generales del 2006, en las regionales y municipales del mismo año  y en las del 2010. 
En el 2007, el Jurado Nacional de Elecciones cancela la inscripción del partido en la Registro de Organización Políticas. No obstante la Ley 29092 promulgada por el Congreso de la República del Perú, restituye su inscripción. 
En el 2009 - de acuerdo a los estatutos del partido - caducan el mandato de todos los dirigentes y de todos los integrantes del Consejo Ejecutivo Nacional. Una gran parte de los militantes y miembros renuncian al partido para formar Fuerza 2011 con la finalidad de apoyar la candidatura de Keiko Fujimori. La salida de estos dirigentes, deja sin cúpula dirigencial al partido. por lo que se reconstituye, reagrupándose nuevas bases para elegir a un nuevo CEN.
En el 2010, reconstituido totalmente al partido, en un Congreso Nacional, se elige como representante general del partido y candidato a la presidencia de la República al autor de la doctrina política del partido basados en seguridad, verdad y dignidad al Lic. Carlos César Zúñiga Morishigue. También se eligieron a los docentes Rafael Acosta y Gladys Espinoza como primer y segundo vicepresidente respectivamente. Es importante mencionar que la fórmula presidencial logró notorios, pero modestos porcentajes de intención de voto en el interior del país si haber hecho campaña. No obstante, en enero de 2011, por consenso de las bases y en el ejercicio pleno de los derechos constitucionales, se desiste en la postulación en ese entonces, debido a motivos económicos y en febrero del mismo año se endosa el apoyo al partido Fuerza 2011  con mira a las elecciones. La relación de apoyo se fractura en su totalidad por discrepancias entre los dirigentes, terminados los comicios.[cita requerida]

## Participación electoral

### Elecciones generales del 2006
En 2005, al cambiarse de nombre, el partido conforma una alianza electoral nuevamente con Cambio 90, Siempre Unidos y Nueva Mayoría la Alianza Sí Cumple. Sin embargo el Jurado Nacional de Elecciones no aceptó la conformación de esta alianza ni el cambio de nombre, por lo que ésta se deshizo.
Manteniendo su independencia; en diciembre del mismo año, el Congreso Nacional de Sí Cumple elige Alberto Fujimori como candidato a las elecciones generales de 2006, y como candidata a la primera vicepresidencia a la exministra de la Mujer, Luisa María Cuculiza, y candidato a la segunda vicepresidencia, al abogado Rolando Souza. 
| Candidatos       | Candidatos           | Candidatos         |
| Presidencia      | 1º Vicepresidencia   | 2º Vicepresidencia |
| ---------------- | -------------------- | ------------------ |
| Alberto Fujimori | Luisa María Cuculiza | Rolando Souza      |

Sin embargo, Fujimori tenía prohibido ejercer un cargo público hasta el 2011, debido a una norma aprobada por el Congreso de la República del Perú. Posteriormente Si Cumple junto a Cambio 90, Siempre Unidos y Nueva Mayoría conforman la "Alianza por el Futuro" con las siglas AF, lanzando a Martha Chávez como candidata a la presidencia de la República, llegando a obtener el 7.43%.
En las elecciones parlamentarias, la lista de candidatos fue encabezada por la ex primera dama e hija de Alberto Fujimori, Keiko Fujimori, llegando a obtener el 13.09 % de votos, obteniendo 13 escaños; y en las del parlamento andino, la lista fue encabezada por el ex congresista, Andrés Reggiardo obteniendo el 9.30 % de votos, sin embargo obtuvo escaños.

### Elecciones regionales y municipales del 2006
En el 2006 el Congreso Nacional de Sí Cumple decidió participar en las elecciones regionales y municipales que se realizaron el 19 de noviembre, obteniendo 1 alcaldía provincial, siendo la provincia de Caravelí, en Arequipa y 19 alcaldías distritales, sin embargo, no obtuvo ningún gobierno regional
Alcaldes Provinciales electos por Si Cumple
| Región   | Provincia | Alcalde               |
| -------- | --------- | --------------------- |
| Arequipa | Caravelí  | Camilo Carcamo Mattos |

Alcaldes Distritales electos por Si Cumple
| Región        | Provincia            | Distrito           | Alcalde                    |
| ------------- | -------------------- | ------------------ | -------------------------- |
| Amazonas      | Utcubamba            | Cumba              | Elías Díaz Benavides       |
| Ancash        | Corongo              | Cusca              | Ángel Domínguez Murillo    |
| Apurímac      | Andahuaylas          | Pampachiri         | Wilfredo Chipana Fernández |
| Apurímac      | Chincheros           | Ancohuallo         | Samuel Medina Cárdenas     |
| Arequipa      | Caraveli             | Chala              | Agustín Condori Motta      |
| Arequipa      | Caraveli             | Cháparra           | Juan De la Torre Carcamo   |
| Ayacucho      | Lucanas              | Lucanas            | Aníbal Poma Sarmiento      |
| Ayacucho      | Lucanas              | Otoca              | Julio Martínez Cabezudo    |
| Ayacucho      | Paucar del Sara Sara | Lampa              | Eleuterio Gutiérrez Díaz   |
| Cajamarca     | San Marcos           | Eduardo Villanueva | Antonilo Acosta Espinoza   |
| Cajamarca     | San Pablo            | San Bernardino     | Juan Tongombol Quispe      |
| Cajamarca     | Santa Cruz           | La Esperanza       | José Díaz Alarcon          |
| Cajamarca     | Santa Cruz           | Uticyacu           | Guillermo Mera Flores      |
| Huancavelica  | Castrovirreyna       | Tantará            | Cirilo Urbina Torres       |
| Ica           | Chincha              | Chincha Baja       | Emilio Del Solar Salazar   |
| Junín         | Yauli                | Yauli              | Vicente Hidalgo Hidalgo    |
| Lima          | Cajatambo            | Huancapón          | Alejandro Lizzeti Salazar  |
| Lima          | Yauyos               | Putinza            | Adelmo Quispe Rojas        |
| Madre de Dios | Manu                 | Fitzarrald         | Walter Mancilla Huamán     |

A nivel de Lima, se presentó la excongresista Carmen Lozada como candidata a la alcaldía de Lima, quedando en séptimo lugar con el 3.51% del total de los votos válidos, llegando a obtener 1 consejero municipal; y a nivel de Lima regional, se presentó el hijo de Alberto Fujimori, Kenji Fujimori como candidato al Gobierno Regional de Lima, quedando en noveno lugar con el 3.51% de votos.

### Elecciones regionales y municipales del 2010
En las elecciones regionales y municipales del 2010, el partido solo participó en 1 circunscripción para gobierno regional y alcaldía provincial, ambos en el departamento de Arequipa, sin embargo, ninguna resultó electa, para alcaldías distritales participó en 15 circunscripciones, obteniendo solo 1 resultado en el distrito de Paucartambo en Pasco.
Alcaldes Distritales electos por Si Cumple
| Región | Provincia | Distrito    | Alcalde              |
| ------ | --------- | ----------- | -------------------- |
| Pasco  | Pasco     | Paucartambo | Clayton Galván Vento |

## Resultados electorales

### Elecciones presidenciales
| Año  | Fórmula presidencial | Fórmula presidencial | Fórmula presidencial | Fórmula presidencial | Votos   | %               | Resultado | Notas                              |
| Año  | Presidente           | Presidente           | Vicepresidentes      | Vicepresidentes      | Votos   | %               | Resultado | Notas                              |
| ---- | -------------------- | -------------------- | -------------------- | -------------------- | ------- | --------------- | --------- | ---------------------------------- |
| 2006 |                      | Martha Chávez        | 1.º                  | Santiago Fujimori    | 912 420 | \| \| 7.43 % \| | 4°        | Parte de la Alianza por el Futuro. |
| 2006 | 2.º                  | Martha Chávez        | Rolando Sousa        |                      | 912 420 | \| \| 7.43 % \| | 4°        | Parte de la Alianza por el Futuro. |
|      | 7.43 %               |                      |                      |                      |         |                 |           |                                    |

### Elecciones parlamentarias
| Año  | Congresistas | Congresistas     | Congresistas | Posición | Notas                             |
| Año  | Votos        | %                | Escaños      | Posición | Notas                             |
| ---- | ------------ | ---------------- | ------------ | -------- | --------------------------------- |
| 2006 | 1 408 069    | \| \| 13.09 % \| | 13/120       | 4.º      | Parte de la Alianza por el Futuro |
|      | 13.09 %      |                  |              |          |                                   |

### Elecciones al Parlamento Andino
| Año  | Votos   | %               | Escaños | Posición | Notas                             |
| ---- | ------- | --------------- | ------- | -------- | --------------------------------- |
| 2006 | 793 442 | \| \| 9.30 % \| | 0/5     | 4.º      | Parte de la Alianza por el Futuro |
|      | 9.30 %  |                 |         |          |                                   |

### Elecciones regionales y municipales
| Año  | Gobiernos Regionales | Alcaldías Provinciales | Alcaldías Distritales |
| Año  | Representantes       | Representantes         | Representantes        |
| ---- | -------------------- | ---------------------- | --------------------- |
| 2006 | 0/25                 | 1/196                  | 19/1867               |
| 2010 | 0/25                 | 0/196                  | 1/1867                |

## Últimos años y posible regreso
En julio de 2012, el Registro de Organizaciones Políticas del Jurado Nacional de Elecciones, cancela la inscripción del partido, aduciendo que "fue cancelada por no participar en las pasadas elecciones generales, en concordancia con las Resoluciones 323-2011, 324-2011, 368-2011 y 369-2011, emitidas por el JNE durante las Elecciones Regionales y Municipales de 2010".
En 2018, Kenji Fujimori renuncia al partido Fuerza Popular, liderada por su hermana Keiko Fujimori, debido a que el y 9 congresistas de dicho partido abstuvieron en el primer proceso de vacancia presidencial contra el presidente Pedro Pablo Kuczynski. En diciembre del mismo año, Kenji y los 10 congresistas forman la bancada Si Cumple, siendo reconocida por el presidente del Congreso Daniel Salaverry, llevando con esperanza para reconocer su bancada como un partido político.